# Dirk Koetter
Dirk Jeffrey Koetter (Pocatello, 5 febbraio 1959) è un allenatore di football americano statunitense che svolge il ruolo di coordinatore offensivo della National Football League (NFL).

## Carriera
Dopo avere svolto il ruolo di capo-allenatore nella NCAA, Koetter divenne il coordinatore offensivo dei Jacksonville Jaguars nella NFL dal 2007 al 2011. Nel 2012 passò con lo stesso ruolo agli Atlanta Falcons, rimanendovi per tre stagioni. Nel 2015 divenne il coordinatore offensivo dei Tampa Bay Buccaneers e l'anno successivo, dopo il licenziamento del capo-allenatore Lovie Smith, fu nominato suo sostituto. Nella prima stagione alla guida della squadra, Koetter portò i Bucs alla prima annata con più vittorie che sconfitte dal 2010, rimanendo in corsa per un posto nei playoff fino all'ultima giornata, senza tuttavia qualificarvisi. Fu licenziato dopo avere terminato la stagione 2018 con un record di 5-11, venendo riassunto come coordinatore offensivo degli Atlanta Falcons.

## Record come capo-allenatore
| Squadra   | Anno      | Stagione regolare | Stagione regolare | Stagione regolare | Stagione regolare | Stagione regolare  | Playoff | Playoff | Playoff | Playoff   |
| Squadra   | Anno      | V                 | S                 | P                 | %                 | Division           | V       | S       | %       | Risultato |
| --------- | --------- | ----------------- | ----------------- | ----------------- | ----------------- | ------------------ | ------- | ------- | ------- | --------- |
| TB        | 2016      | 9                 | 7                 | 0                 | .563              | 2º nella NFC South | –       | –       | –       | –         |
| Totale TB | Totale TB | 9                 | 7                 | 0                 | .563              |                    | 0       | 0       | –       |           |
| Totale    | Totale    | 9                 | 7                 | 0                 | .563              |                    | 0       | 0       | –       |           |